# Bajío de Bonillas
Bajío de Bonillas es una localidad del estado mexicano de Guanajuato. Es parte del municipio de Silao de la Victoria.

## Demografía
| Gráfica de evolución demográfica |
|                                  |

| Censo | Población |
| ----- | --------- |
| 1900  | 536       |
| 1910  | 581       |
| 1921  | 704       |
| 1930  | 692       |
| 1940  | 917       |
| 1950  | 889       |
| 1960  | 1 254     |
| 1970  | 1 552     |
| 1980  | 1 722     |
| 1990  | 2 744     |
| 2000  | 2 732     |
| 2010  | 3 377     |
| 2020  | 3 561     |